# Lomsjön (Åsele socken, Lappland)
Lomsjön är en sjö i Åsele kommun i Lappland och ingår i Ångermanälvens huvudavrinningsområde. Sjön har en area på 4,18 kvadratkilometer och ligger 326 meter över havet. Sjön avvattnas av vattendraget Lomsjöån.

## Delavrinningsområde
Lomsjön ingår i det delavrinningsområde (712190-155326) som SMHI kallar för Utloppet av Lomsjön. Medelhöjden är 355 meter över havet och ytan är 28,58 kvadratkilometer. Räknas de 5 avrinningsområdena uppströms in blir den ackumulerade arean 97,75 kvadratkilometer. Lomsjöån som avvattnar avrinningsområdet har biflödesordning 3, vilket innebär att vattnet flödar genom totalt 3 vattendrag innan det når havet efter 216 kilometer. Avrinningsområdet består mestadels av skog (69 procent) och sankmarker (11 procent). Avrinningsområdet har 4,36 kvadratkilometer vattenytor vilket ger det en sjöprocent på 15,2 procent.